# 黑海地區
黑海地区（土耳其語：Karadeniz Bölgesi）是土耳其的七个根据人口普查定义的地理分区（土耳其語：bölge）之一。黑海地区西接马尔马拉海地区，南邻中部安那托利亚地区，东南与东安那托利亚地区相连，东北与格鲁吉亚接壤，北临黑海。

黑海地區

## 省份

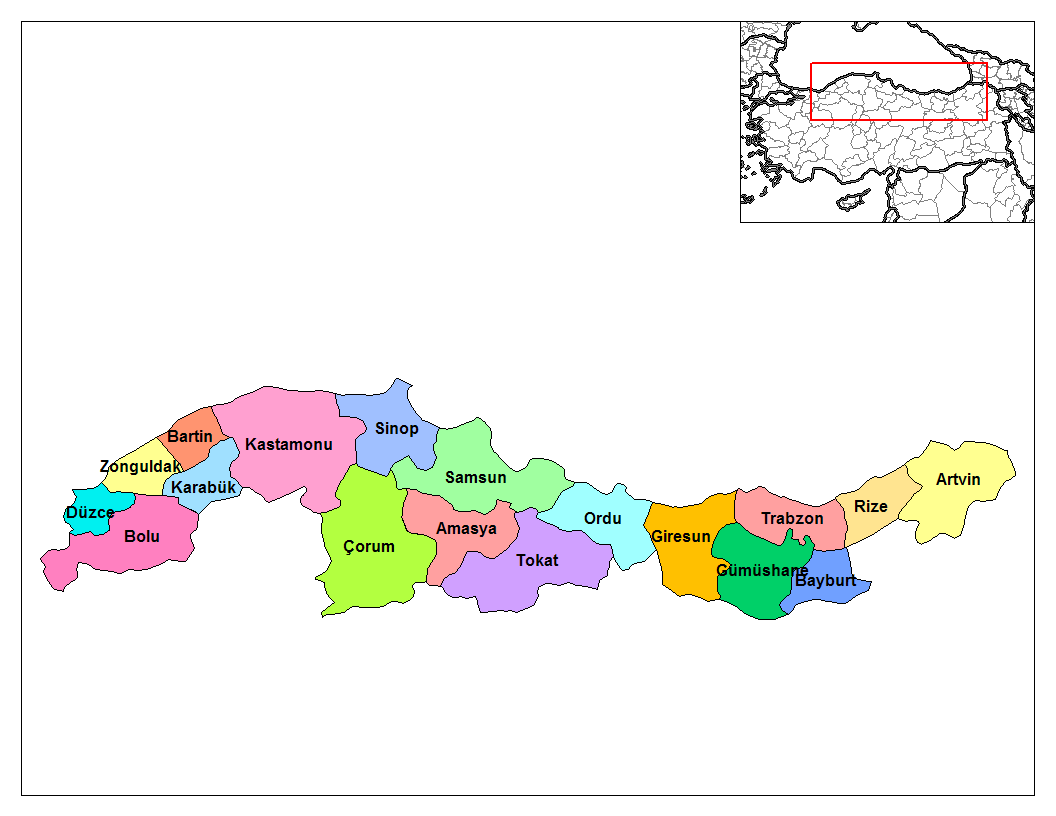
黑海地区的省份

- 阿马西亚省
- 阿尔特温省
- 巴尔滕省
- 巴伊布尔特省
- 博卢省
- 乔鲁姆省
- 迪兹杰省
- 吉雷松省
- 居米什哈内省
- 卡拉比克省
- 卡斯塔莫努省
- 奥尔杜省
- 里泽省
- 萨姆松省
- 锡诺普省
- 托卡特省
- 特拉布宗省
- 宗古尔达克省

## 人口
根据2010年的人口普查统计，黑海地区的人口数为 8,439,213，其中 4,137,166人居住在城市，4,301,747人居住在村庄。在土耳其的七个地区中，黑海地区是唯一一个乡村人口多于城镇人口的地区。
黑海地区的人口绝大多数是土耳其人，但是在东部也有一些拉兹人和格鲁吉亚人。与居住在格鲁吉亚境内的这两种民族居住群体信仰格鲁吉亚东正教不同，黑海地区的这两种民族群体是逊尼派穆斯林。

## 地理
黑海地区的海岸多石而陡峭，河流在沿海山区沿峡谷如瀑布般流下。一些穿过本廷山脉（土耳其語：Doğu Karadeniz Dağları）而折回的大河的支流流经宽广的高架盆地。西边海拔 1,525到 1,800米的山峰和东边喀卡尔山海拔 3,000到 4,000米的山峦筑成了一道难以逾越的高墙，把内陆和海岸分割开来，由海岸到内陆的通道限制在几个小的山谷之中。山的西北坡树木较多。正是由于这样的自然因素，黑海海岸在历史上曾与安纳托利亚隔绝。
黑海海岸温暖潮湿的海洋性气候使得商业性农业蓬勃发展。从西边的宗古尔达克到东边的里泽，狭窄的海岸在几个地方变宽，成为富饶的、可以耕种的三角洲。靠近中心的萨姆松地区是一个烟草主产区，东边有大片的柑橘林。萨姆松东边，特拉布宗附近的地区是一个世界闻名的榛子产地，再东边的里泽有大量的茶园。所有可供耕种的土地（包括不太陡的山坡），都被用来种植或作为牧场。黑海地区西部（尤其是宗古尔达克地区）是煤炭开采业和重工业的中心。
北部的北安那托利亚山是由一串不相连的、与黑海海岸平行的高地组成。西边的山较低，海拔很少超过 1,500米；山势向东一路抬升，到里泽南部，海拔超过 3,000米。狭长的槽状山谷和盆地使得山脉与众不同。河流自山间流向黑海。面向安那托利亚的南山坡树木稀少，而北山坡则生长有大量的常绿植物和落叶植物。

## 气候
黑海地区属于海洋性气候（柯本气候分类法：Cfb），全年降水多而且分布均匀。邻近海岸地区的夏天温暖而湿润，冬天凉爽而潮湿。黑海海岸有最多的降水，且是土耳其唯一一个全年都有大量降水的地区。东部海岸年均降水量为2,500毫米，为全国最高。十二月到三月间通常会有降雪，有时会有大雪。
土耳其黑海海岸的水温常年凉爽，全年水温在8° 至20 °C之间。

## 旅游
与土耳其在地中海和爱琴海的地区夏天热而湿的天气不同，黑海地区的高原山区基本上总是多云天气，而且有大量的降雨。黑海地区有丰富的植物群和动物群、森林、火山口湖、瀑布、河流、小溪、山脉。林间散步、漂流、泛舟、冬季运动、狩猎、垂钓、滑草项目和可以疗疾的泉水、地方美食很有吸引力。